# Rhyacophila munda
Rhyacophila munda là một loài Trichoptera trong họ Rhyacophilidae. Chúng phân bố ở miền Cổ bắc.